# Кинематограф Чехии
Кинематограф Чехии — это общее название для фильмов, снятых в Чехии. Международное признание чешский кинематограф получил в 1960-е годы во время Чехословацкой новой волны. Такие фильмы как «Магазин на площади» (1965), «Поезда под пристальным наблюдением» (1966) и «Коля» (1996) стали лауреатами премии ОСКАР в номинации за лучший фильм на иностранном языке, ещё шесть человек попали в список номинантов.
К чешскому кинематографу иногда относят также творения чешских эмигрантов, таких как Милош Форман, Иван Пассер и Войтех Ясны. Крупными режиссёрами экспериментального кино являются Ян Шванкмайер и Иржи Барта, работающие в жанре анимации.

## Немое кино
Впервые «движущиеся картинки» появились на чешской земле в 1896 в Праге и Карловых Варах благодаря режиссёру и оператору Яну Кршиженецкому, который, начиная со второй половины 90-х годов XIX века снял ряд короткометражных документальных фильмов — новостей. Через год американская компания провела съёмки своего фильма в Богемии. Вскоре начали открываться частные производители, но они быстро исчезали. Тема зарождающегося кино юмористически описана в фильме Иржи Менцеля «Великолепные мужчины с кинокамерой» (чеш. «Bajecni muzi s klikou»).
Первый постоянный кинотеатр был основан фокусником Виктором Понрепо в 1907 году в Праге.
После провозглашения независимости Чехословакии, появились профессиональные студии, в моду вошли националистические фильмы, среди прочих, «Во славу Страсти» (чеш. «Utrpením ke slávě») (1919, режиссёр Ричард Ф. Бранальд) и «Святой Вацлав» (чеш. «Svatý Václav») (1929, режиссёр Ян С. Колар), в последнем из которых принимала участие русская актриса Вера Барановская. На уровень звезды европейского уровня встала актриса Анни Ондракова, позже снявшаяся у А. Хичкока. Историческая картина «Строитель Храма» (чеш. «Stavitel chramu») (1920, режиссёры: Карел Дегл, Антонин Новотни), социальная драма «Эротикон» (чеш. «Erotikon») (1929, режиссёр Густав Махаты), и мелодрама «Органист церкви св. Вита» (чеш. «Varhanik u sv. Vita») (1929, режиссёр Мартин Фрич) являются вершиной чешского немого кино.

## Звуковое кино до Второй мировой войны
Звук был впервые использован в Чехословакии в фильме «Тонка „Виселица“» (чеш. «Tonka Šibenice») (режиссёр Карел Антон), премьера которого состоялась 27 февраля 1930 года. В сентябре 1930 в Чехословакии введен запрет на импорт фильмов, в которых говорят по-немецки. Это привело к запрещению всех потенциально радикальных немецких фильмов в Чехословакии, в том числе антивоенного фильма «На Западном фронте в 1918 году» (режиссёр Георг Вильгельм Пабст). Ограничение импорта в 30-е способствовало развитию внутреннего кинопроизводства.
Ведущими режиссёрами этого периода стали Мартин Фрич, Карел Ламач и Густав Махаты. Кинокомедия Карела Ламача «Имперско-королевский полевой маршал» (чеш. «C. a k. polní maršálek») имела огромный успех и зажгла новую комедийную звезду Власта Буриана.
В 1933 году была запущена киностудия «Баррандов», фирменная марка чешского кинопроизводства. К 1938 году в стране насчитывалось максимальное количество кинотеатров за всю историю — 1824 шт. с общим количеством мест 600 000. Ежегодно снималось около 80 фильмов.
Тридцатые годы — это время, удачно сочетающее «чешский модернизм» и коммерческое искусство. К главным кинохитам того времени можно отнести фильмы «Экстаз» (чеш. «Extaze») Густава Махаты и «Река» (чеш. «Reka») Йозефа Ровенски, к ведущим исполнителям ролей — Власта Буриана, Гуго Гааса, Адину Мандлову, Лиду Баарову и других. Не менее важным для этого периода явился комический дуэт Вериха и Восковца. Оба — знаменитые актёры, соединившие безупречную театральную школу и кино. Своё вдохновение они черпали в дадаизме и сюрреализме, беря пример с Чарли Чаплина и Бастера Китона. Некоторые из их фильмов — «Деньги или жизнь» (чеш. Peníze nebo život, 1932) и «Мир принадлежит нам» (чеш. Svet Patrí Nám, 1937) — были особенно популярны.

## Звуковое кино во время Протектората
После подписания Мюнхенского соглашения в 1938 году, началась первая из трёх волн эмиграции. Чехословакию оставил левый актёр и режиссёр Гуго Гаас. В США уехал кино-экспериментатор Александр Хакеншмид (чеш. Alexander Hackenschmied), взявший фамилию Хаммид (чеш. Hammid). После оккупации Чехословакии нацистской Германией в 1939 году введена жёсткая цензура. Оккупанты создали наблюдательный орган кинофильмов в моравской штаб-квартире. Сразу же начались ариизация и германизация чешской киноиндустрии. Заголовки и плакаты должны были быть на чешско-немецком языках. Фильмы с еврейскими актёрами не разрешались, а киноперсонал должен был сдать экзамены по немецкому языку. Нацисты конфисковали студию «Баррандов» в начале войны. До 1945 года некоторые режиссёры, а также художники были казнены за антинацистскую деятельность и среди них Владислав Ванчура.

## Звуковое кино после Второй мировой войны
Уже во время войны чешские интеллектуальные круги обсуждали возможность национализации промышленности, некоторые художники в этом шаге увидели надежду на независимость коммерческих интересов производителей. Национализация состоялась вскоре после освобождения, до прихода к власти коммунистов. Четыре последующих десятилетия производство, импорт и распространение фильмов в Чехословакии находилось под государственным контролем. Однако со временем система эволюционировала в полностью самоокупаемую. Деньги потраченные в кинотеатрах возвращались в киностудии, прямые государственные вливания были минимальны. В 1946 был учрежден международный кинофестиваль в Марианске Лазне, перенесённый вскоре в Карловы Вары. В Праге в 1947 году был основан Факультет кино и телевидения Академии музыкального искусства, известный как FAMU. Первый чешский цветной фильм был снят в 1947, «Ян Рогач из Дубы» (чеш. «Jan Roháč z Dubé», режиссёр Владимир Борски).
В конце сороковых — начале пятидесятых годах чехословацкое кино в первую очередь было инструментом коммунистической пропаганды. Намёк на изменение произошёл в 50-х, когда четыре социально-критических фильма «Три желания» (чеш. «Tři přání») (1958, режиссёр Ян Кадар и Эльмар Клос), «Здесь львы» (чеш. Zde jsou lvi) (1958, режиссёр Вацлав Кршка), «Школа отцов» (чеш. Škola otců) (1957, Ладислав Хельге) и «Сентябрьские ночи» (чеш. Zářijové noci) (1956, режиссёр Войтех Ясны) были раскритикованы на I Чехословацком кинофестивале в городе Банска-Бистрица и впоследствии изъяты из проката. Одними из лидеров этого периода были фильмы дуэта Яна Кадара и Эльмара Клоса, их картина «На конечной» (чеш. Tam na konečné)) (1957) не скрывала вдохновения от итальянского неореализма.
Этот период ознаменовался расцветом чешской анимации, одним из основателей которой был кукольный аниматор Иржи Трнка. Пионером же спецэффектов в кино стал Карел Земан, особенно ярко проявивший это направление в фильмах: «Путешествие к началу времён», (чеш. Cesta do praveku) и «Смертельное изобретение (в Советском прокате известен как "Тайна острова Бэк-Кап» (чеш. Vynalez zkazy), объединившие драму и мультипликацию. Пожалуй, самой успешной фильмом-сказкой в истории чешского кино стала, снятая в пятидесятые «Гордая принцесса» (чеш. Pysna princezna).

## Новая волна
Чехословацкая новая волна — киночудо 60-х, проявившее мастерство и открытость молодых режиссёров. Такие фильмы как «Магазин на площади» (1965), «Поезда под пристальным наблюдением» (1966) и «Коля» (1996) стали лауреатами премии «Оскар» в номинации за лучший фильм на иностранном языке, ещё шесть человек попали в список номинантов.

## После Новой волны
Период 1968 — 1970 оставил след во многих режиссёрах в ответ на оккупацию Чехословакии войсками пяти стран Варшавского договора в 1968. Страну покинули Иван Пассер, Войтех Ясны, Яна Бокова, Вацлав Райхль, Отакар Воточек, Бернар Шафарик, Ян Немец и другие. Замолчал Павел Юрачек (чеш. Pavel Juráček), а на нескольких лет — и Иржи Менцель (чеш. Jiří Menzel) и Вера Хитилова (чеш. Věra Chytilová). Милош Форман уехал в США ещё в 1967 году по договору компании Paramount с чешским киноучреждением «Filmexport».
В период с 1970-го по 1989-й этого «исхода», чешский кинематограф добился всего лишь одной номинации на «Оскар» за лучший иностранный фильм — фильм Менцеля «Деревенька моя центральная» (чеш. «Vesničko má středisková») (1985 год). Наряду с введением цензуры был запрещён ряд фильмов, таких как «Сжигатель трупов», «Жаворонки на нитке», «Ухо», «Все добрые земляки» и др.
Доминирующие жанры того времени — популярные комедии, детективы и детское кино. В 1973 году вышла в свет нестареющая сказка «Три орешка для Золушки», снятая комедийным режиссёром Вацлавом Ворличеком. Среди многосерийных фильмов следует отметить снятый в 1977 году и впоследствии показанный по советскому телевидению телесериал «Больница на окраине города», а также детский комедийный телефильм 1986 года «Осьминожки со второго этажа».

## После Бархатной революции
В первые годы после бархатной революции началась постепенная приватизация кинопромышленности. Первым фильмом, снятым за пределами государственной монополии был «Танковый батальон» (чеш. Tankový prapor) (1991, режиссёр Вит Ольмер (чеш. Vít Olmer)), выпущенный компанией «Bontonfilm». В 1992 году был основан «Государственный фонд поддержки и развития чешской кинематографии» (чеш. «Státní fond pro podporu a rozvoj české kinematografie»). Он остается практически единственной формой поддержки кино-производителей.
Была полностью ликвидирована государственная цензура, но создателям фильмов пришлось столкнуться с новой рыночной средой. В кино начал появляться продакт-плейсмент. Вацлав Гавел, сын основателя студии «Баррандов», был избран Президентом Чехии в 1990 году. В 90-е пришло новое поколение режиссёров, таких как Ян Сверак, Ян Гржебейк, Саша Гедеон, Петр Зеленка и Давид Ондржичек. На рубеже веков появились первые фильмы, снятые как видео, в том числе «Любовь сверху» (чеш. Láska shora) (2002, режиссёр Петр Марек (чеш. Petr Marek)). Чешское кино не утратило своей оригинальности и юмора и в новом тысячелетии, о чём свидетельствуют «Хроники обыкновенного безумия» Петра Зеленки, получившие приз Гильдии кинокритиков на XXVII ММКФ в 2005 году.
Благодаря низкой себестоимости производства, Чехия является одной из ведущих площадок кино. Здесь снимаются фильмы голливудского мейнстрима такие, как «XXX» (2002), «Идентификация Борна» (2002), «Блэйд 2» (2002), «Ван Хельсинг» (2004), «Хеллбой» (2004), «Хроники Нарнии» (2005) и «Братья Гримм» (2005).